# Pelomedusidae
Los pelomedúsidos (Pelomedusidae) son una familia de tortugas de agua dulce nativas del este y del sur de África. Miden de 12 a 45 cm de longitud y en general tienen una forma redondeada. Son incapaces de meter totalmente sus cabezas dentro de sus caparazones.
La familia tiene dos géneros vivos y cinco extintos. Se distinguen de sus parientes más cercanos por tener la parte delantera del plastrón articulada a modo de rampa para de este modo poder meter y sacar la cabeza de lado.
Las especies de Pelomedusidae pasan la mayor parte de su tiempo en el barro en el fondo de ríos o lagos poco profundos, donde se alimentan de invertebrados tales como insectos, moluscos y gusanos. Muchas de las especies estivan durante la estación seca, enterrándose en el lodo.

## Géneros
- †Duerochelys[1] (Jiménez-Fuentes, 1975).
- †Francemys[2] (Pérez-García, 2019).
- †Latisternon[3] (Auffenberg, 1981).
- Pelomedusa (Wagler, 1830).
- Pelusios (Wagler, 1830).
- †Platycheloides[4][5][6] (Houghton, 1928).
- †Posadachelys[7] (Aguillón-Martínez, 2010).